# 卡斯泰尔诺多德
卡斯泰尔诺多德（法語：Castelnau-d'Aude，法語發音：[kastɛlno dod] ⓘ）是法国奥德省的一个市镇，属于纳博讷区。

## 地理
卡斯泰尔诺多德（43°13'51"N, 2°40'32"E）面积7.38 平方千米，位于法国奧克西塔尼大區奥德省，该省份为法国南部沿海省份，北起塔恩省，西北接上加龙省，西接阿列日省，南至东比利牛斯省，东临地中海，东北与埃罗省接壤。
与卡斯泰尔诺多德接壤的市镇（或旧市镇、城区）包括：埃斯卡勒、拉勒多尔特、蒙特布兰代科尔比埃、罗克库尔布密涅瓦、图鲁泽勒。

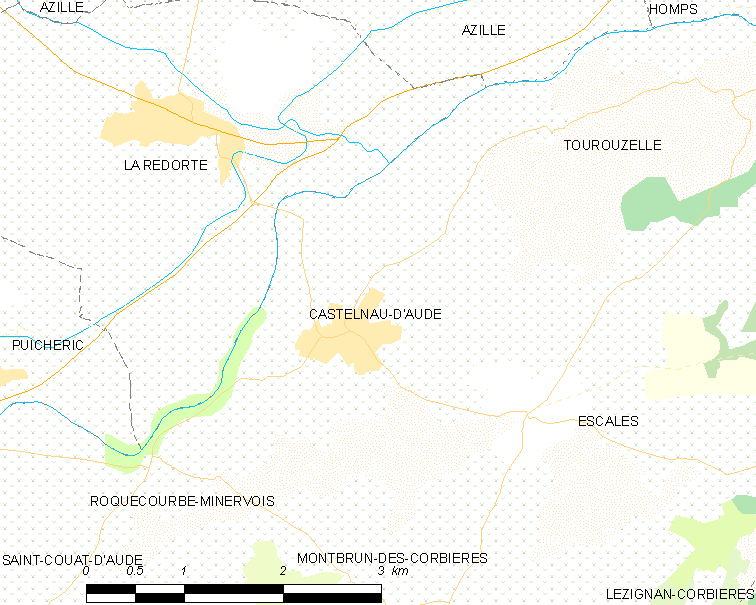
卡斯泰尔诺多德的OSM定位图

卡斯泰尔诺多德的时区为UTC+01:00、UTC+02:00（夏令时）。

## 行政
卡斯泰尔诺多德的邮政编码为11700，INSEE市镇编码为11077。

## 政治
卡斯泰尔诺多德所属的省级选区为勒莱济尼亚奈县。

## 人口

1962-2008年间卡斯泰尔诺多德人口变化图示

卡斯泰尔诺多德于2022年1月1日时的人口数量为494人。